# Бірча (гміна)
Гміна Бірча (пол. Gmina Bircza) — місько-сільська гміна у східній Польщі. Належить до Перемишльського повіту Підкарпатського воєводства.
Станом на 31 грудня 2011 у гміні проживало 6720 осіб.

## Площа
Згідно з даними за 2007 рік площа гміни становила 254.49 км², у тому числі:
- орні землі: 34.00 %
- ліси: 59.00 %

Таким чином, площа гміни становить 20.97 % площі повіту.

## Населення
Станом на 31 грудня 2011:
| Опис     | Загалом | Загалом | Чоловіки | Чоловіки | Жінки | Жінки |
| -------- | ------- | ------- | -------- | -------- | ----- | ----- |
| одиниця  | осіб    | %       | осіб     | %        | осіб  | %     |
| все      | 6720    | 100     | 3441     | 51.21    | 3279  | 48.79 |
| міське   | 0       | 100     | 0        |          | 0     |       |
| сільське | 6720    | 100     | 3441     | 51.21    | 3279  | 48.79 |

## Населені пункти
- Березка (пол. Brzuska)
- Бірча (пол. Bircza)
- Богушівка (пол. Boguszówka)
- Борівниця (пол. Borownica)
- Брижава (пол. Brzeżawa)
- Воля-Корінецька (пол. Wola Korzeniecka)
- Гута-Березка (пол. Huta Brzuska)
- Добрянка (пол. Dobrzanka)
- Жогатин (пол. Żohatyn)
- Корінець (пол. Korzeniec)
- Котів (пол. Kotów)
- Крайна (пол. Krajna)
- Кузьмина (пол. Kuźmina)
- Лещава-Горішня (пол. Leszczawa Górna)
- Лещава-Долішня (пол. Leszczawa Dolna)
- Лещавка (пол. Leszczawka)
- Липа (пол. Lipa)
- Лімна (пол. Łomna)
- Лодинка-Горішня (пол. Łodzinka Górna)
- Лодинка-Долішня (пол. Łodzinka Dolna)
- Малява (пол. Malawa)
- Нове Село (пол. Nowa Wieś)
- Розтока (пол. Roztoka)
- Рудавка (пол. Rudawka)
- Сівчина (пол. Sufczyna)
- Стара Бірча (пол. Stara Bircza)
- Явірник-Руський (пол. Jawornik Ruski)
- Ясениця-Сівчинська (пол. Jasienica Sufczyńska)

## Сусідні гміни
Гміна Бірча межує з такими гмінами: Дидня, Динів, Дубецько, Красічин, Кривча, Нозджець, Сянік, Тирява-Волоська, Устрики-Долішні, Фредрополь.